# Open d'Autriche de snooker
L'Open d'Autriche de snooker (en anglais Austrian Open) est un tournoi de snooker qui a été organisé à Wels en Autriche de 1992 à 2012. Ouvert aux joueurs professionnels et amateurs, ce tournoi était classé en catégorie non-classée (ne comptant pas pour le classement mondial).
Mark Williams a remporté la dernière édition en mai 2012. 

## Palmarès
| Année                    | Vainqueur                | Finaliste                | Score                    | Saison                   |                          |
| Open d'Autriche (pro-am) | Open d'Autriche (pro-am) | Open d'Autriche (pro-am) | Open d'Autriche (pro-am) | Open d'Autriche (pro-am) | Open d'Autriche (pro-am) |
| ------------------------ | ------------------------ | ------------------------ | ------------------------ | ------------------------ | ------------------------ |
| 1992                     | Wolfgang Schramm         | Christian Innerhuber     | 3–1                      | 1992-1993                |                          |
| 1993                     | Mike Henson              | Ku Anderson              | [ N 1 ]                  | 1993-1994                |                          |
| 1994                     | Mike Henson (2)          | Robert Burda             | [ N 1 ]                  | 1994-1995                |                          |
| 1995                     | Stefan Mazrocis          | Mike Henson              | 5–3                      | 1995-1996                |                          |
| 1996                     | Darryn Walker            | Zoltán Kojsza            | 5–2                      | 1996-1997                |                          |
| 1997                     | Graeme Dott              | Matthew Couch            | 7–6                      | 1997-1998                |                          |
| 1999                     | Lee Richardson           | Darren Paris             | 5–1                      | 1999-2000                |                          |
| 2000                     | Robin Hull               | Matthew Couch            | 5–1                      | 2000-2001                |                          |
| 2001                     | Stefan Mazrocis (2)      | Lee Richardson           | 5–3                      | 2001-2002                |                          |
| 2005                     | Mark King                | Lee Richardson           | 5–2                      | 2005-2006                |                          |
| 2006                     | Matthew Couch            | Patrick Einsle           | 6–2                      | 2006-2007                |                          |
| 2007                     | Tom Ford                 | Stephen Lee              | 5–4                      | 2007-2008                |                          |
| 2008                     | Ryan Day                 | Jamie Cope               | 6–3                      | 2008-2009                |                          |
| 2010                     | Judd Trump               | Neil Robertson           | 6–4                      | 2010-2011                |                          |
| 2012                     | Mark Williams            | Matthew Couch            | 6–5                      | 2012-2013                |                          |

## Bilan par pays
| Pays           | Joueurs | Total | Premier titre | Dernier titre |
| -------------- | ------- | ----- | ------------- | ------------- |
| Angleterre     | 6       | 6     | 1996          | 2010          |
| Allemagne      | 1       | 2     | 1993          | 1994          |
| Pays-Bas       | 1       | 2     | 1995          | 2001          |
| Pays de Galles | 2       | 2     | 2008          | 2012          |
| Autriche       | 1       | 1     | 1992          | 1992          |
| Écosse         | 1       | 1     | 1997          | 1997          |
| Finlande       | 1       | 1     | 2000          | 2000          |